# راپاتوو
راپاتوو (انگلیسی: Rapatovo) یک شهرک در شهرستان چکماگوشفسکی استان باشقیرستان کشور روسیه است.